# Urocorycaeus longistylis
Urocorycaeus longistylis – gatunek widłonoga z rodziny Corycaeidae. Gatunek ten opisał amerykański zoolog James Dwight Dana, nadając mu nazwę Corycaeus longistylis; publikacja ukazała się pomiędzy 1849 a 1852 rokiem.